# San Pablo de La Bisbal del Ampurdán
San Pablo de La Bisbal del Ampurdán (en catalán y oficialmente Sant Pol de la Bisbal)  es un pequeño núcleo situado a 4 km del casco urbano de La Bisbal, en el Bajo Ampurdán (Gerona, Cataluña, España). 
Se halla enclavado en el macizo de las Gavarres, en zona declarada de interés natural.
El núcleo propiamente dicho se encuentra formado por poco más de una decena de casas de piedra, edificadas alrededor de su milenaria iglesia románica, pero en las cercanías se encuentran un buen número de masías aisladas, como el Mas Puignau, Mas Gallaret, can Secot, can Rafalet, Mas Ribot, can Avellí, etc. Su nombre equivale a Pau (Pablo en catalán) y que a su vez procede del latín Paulus. 
El acceso principal lo tiene desde la GI 660, la carretera llamada el coll de la Ganga, que sigue parte del trazado de la época romana que llevaba a la costa. San Pablo de la Bisbal, antiguo barrio payés de Bisbal, es mencionado ya en el año 904 como un núcleo habitado, denominado "villare Perductus", perteneciente a los obispos de Gerona.
La iglesia, de estilo románico, se construyó en el siglo XI y está dedicada a San Pablo. El campanario es un tipo de construcción propia del siglo XVIII y hasta el año 1936 tenía tres campanas grandes. Hace pocos años ha sido totalmente restaurada, y en la fachada se ha reproducido el grafiado que se hizo al siglo XVIII.
La población de derecho actual de San Pablo es de 8 personas en el núcleo y 23 en las masías cercanas. El rústico conjunto está formato por un conjunto de casas que rodean la iglesia, y un reducido número de masías, habitadas permanentemente en algunos casos, o los fines de semana y épocas de vacaciones en otros.